# Rybie Stawki

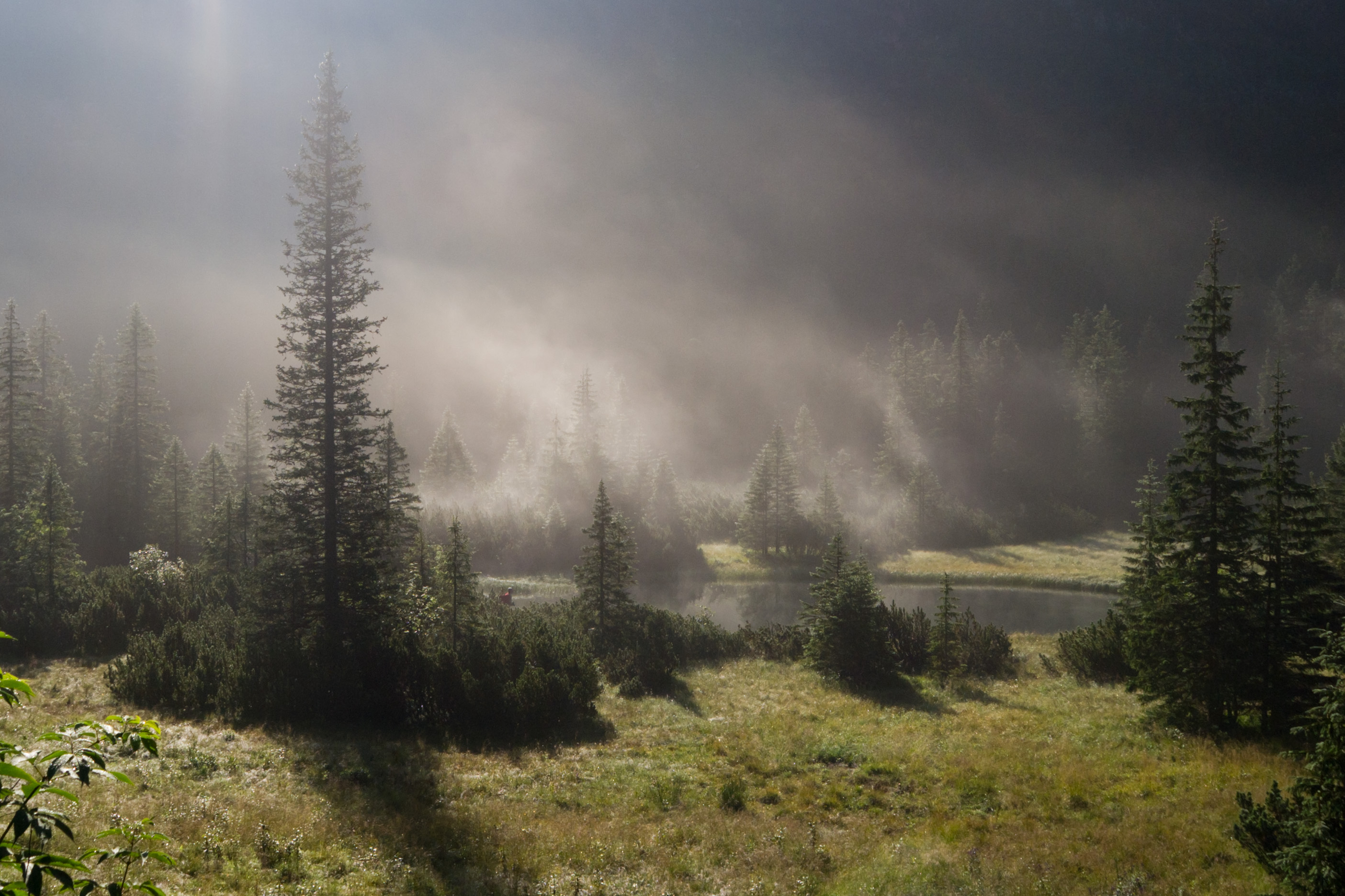
Małe Morskie Oko

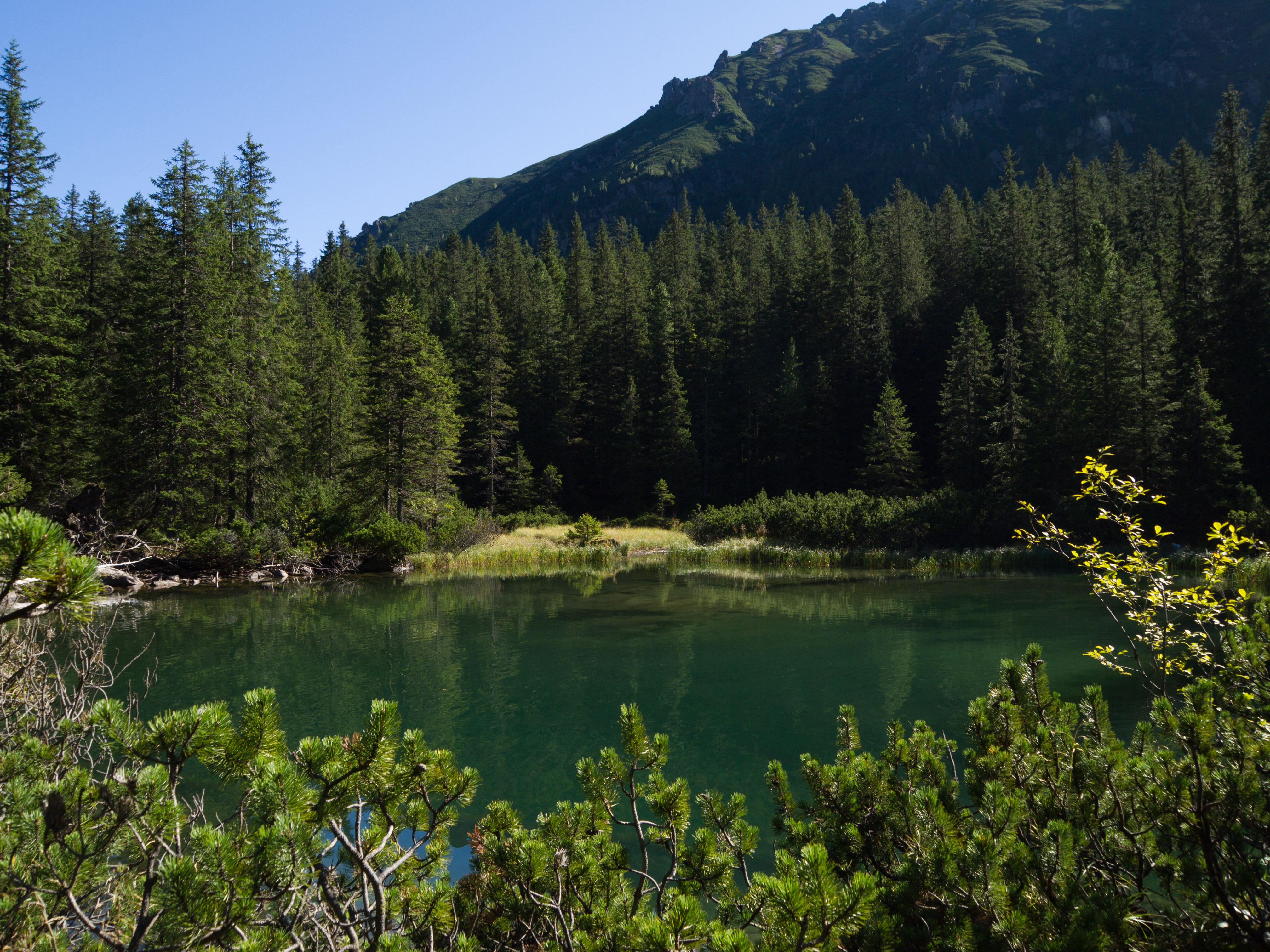
Żabie Oko

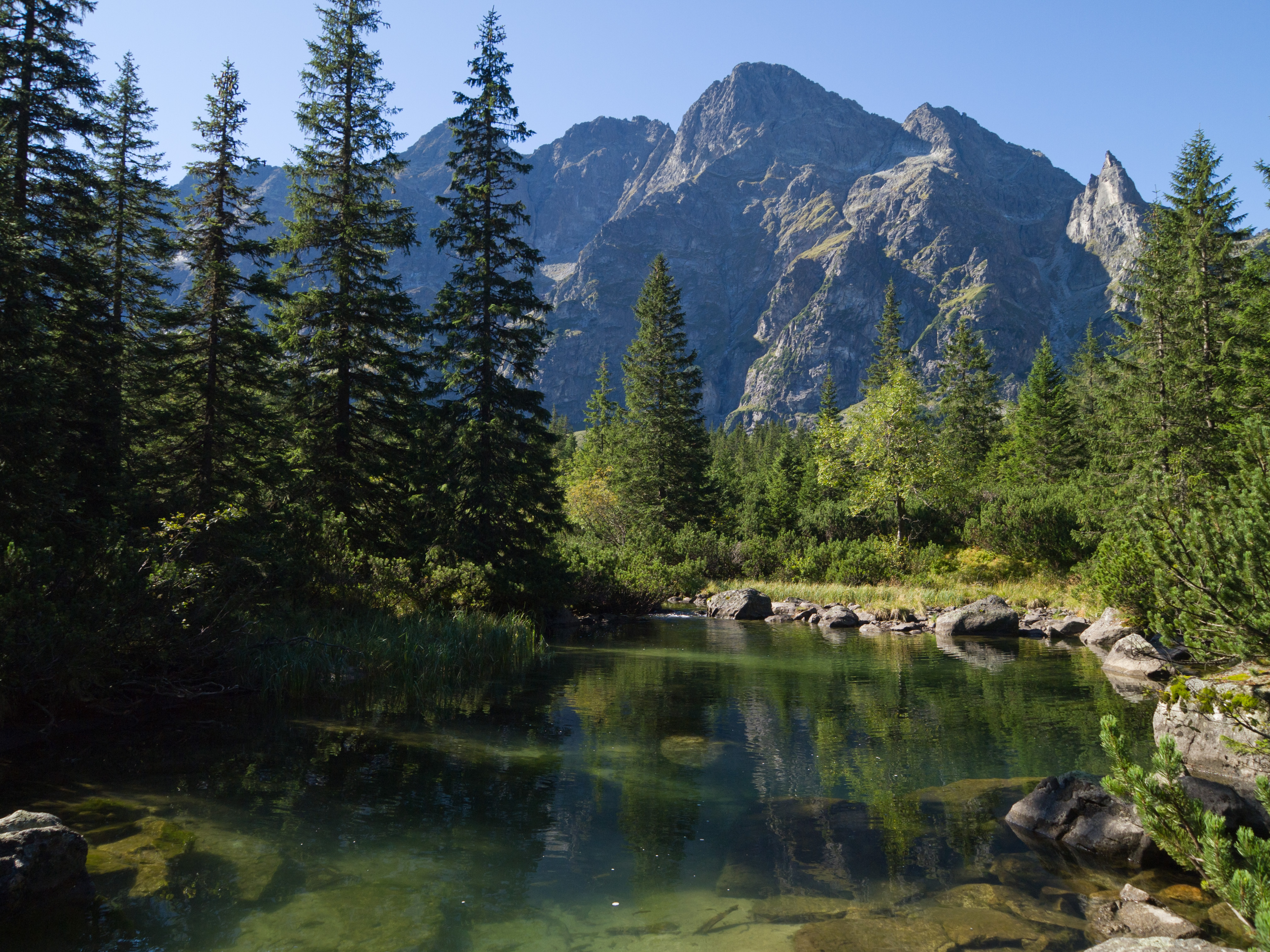
Małe Żabie Oko

Rybie Stawki – grupa trzech niewielkich jezior rozlewiskowych na Rybim Potoku w Tatrach Wysokich, ponad 200 m na północ od jego wypływu z Morskiego Oka.

## Opis stawków
Są to:
- Małe Morskie Oko – 1391,7 m n.p.m., 0,22 ha (91,5 × 44 m), 3,3 m, 1980 m³[1] – dobrze widoczne z Drogi Oswalda Balzera podłużne jeziorko, o kamienisto-mulistym dnie, najgłębsze w części południowej; w części północnej połączone z esowato wygiętą „szyją” o długości około 100 m, szerokości 10–12 m i głębokości blisko 1 m, której nie uwzględniono w pomiarach,
- Żabie Oko – 1390,4 m n.p.m., 0,11 ha (46,5 × 39,5 m), 2,3 m, 1060 m³[1] – położone około 20 m za zwężeniem „szyi” Małego Morskiego Oka, o kamienisto-żwirowym dnie,
- Małe Żabie Oko – 1390,3 m n.p.m., 0,02 ha (28 × 12 m), 2,3 m[2] – oddzielone od Żabiego Oka krótkim przesmykiem zawalonym głazami, najmniejsze z Rybich Stawków, podłużne, silnie wgłębione pod wielkimi blokami zamykającymi je od strony zachodniej[3].

Rybie Stawki otoczone są roślinnością torfowiskową. Występują m.in.: turzyca dzióbkowata, wełnianka wąskolistna, wełnianeczka alpejska i torfowce. W południowo-wschodniej zatoczce Żabiego Oka Józef Nyka znalazł rzadkiego w górach włosienicznika wodnego. W 2014 r. w Małym Żabim Oku znaleziono rdestnicę Berchtolda, a w 2019 r. podwodną łąkę utworzoną przez okazy tego gatunku stwierdzono w Małym Morskim Oku. Jeziorka otoczone są zaroślami kosodrzewiny z wierzbami i jarzębiną, częściowo górnoreglowym borem świerkowym.
W wodach występują, podobnie jak w samym Morskim Oku, pstrągi potokowe, a w nabrzeżnej roślinności – liczne gatunki owadów wodnych. Położona nad wschodnim brzegiem Żabiego Oka młaka jest wylęgarnią ważek, m.in. miedziopiersi górskiej, żagnicy torfowej i ważki czteroplamej.
Na wielu mapach Małe Morskie Oko podpisywane jest jako Żabie Oko, Żabie Oko jako Małe Żabie Oko, a właściwe Małe Żabie Oko pomijane. Jako Małe Morskie Oko oznaczany bywa mały, gruszkowatego kształtu stawek znajdujący się między wypływem Rybiego Potoku a zarośniętą obecnie polaną Stadliska, u podnóża morenowego wzgórza.

## Szlaki turystyczne
Bezpośrednio do brzegów Rybich Stawków nie prowadzi żaden szlak turystyczny, największe z nich jest jednak dobrze widoczne z pobliskiej szosy (Droga Oswalda Balzera), którą prowadzą na tym odcinku dwa szlaki. Orientacyjne czasy przejścia na podstawie mapy:
 – z parkingu na Palenicy Białczańskiej lub z Toporowej Cyrhli przez Wodogrzmoty Mickiewicza nad Morskie Oko.
- czas przejścia od Wodogrzmotów Mickiewicza do Małego Morskiego Oka: 1:40 h, ↓ 1:25 h,
- czas przejścia od Małego Morskiego Oka nad Morskie Oko: niecałe 5 min w obie strony.

 – znad Morskiego Oka przez Świstówkę Roztocką do schroniska w Dolinie Pięciu Stawów (2 h, ↓ 1:40 h)